# Ficus vasta
Ficus vasta  es una especie de árbol perteneciente a la familia Moraceae.

## Descripción
Ficus vasta es un pequeño árbol que alcanza un tamaño de 3 a 5 m de alto siendo igual o más amplio en nuestro clima mediterráneo, pero al parecer crece más vertical en climas más húmedos. Cuenta con atractivas hojas largas suaves difusas redondeadas de 15 a 20 cm de largo  con el nuevo crecimiento rojizo oxidado. El pequeño fruto es bastante duro. 

## Hábitat
Como indica el nombre de su sinónimo, esta planta es oriunda de la isla de Socotra al sur de Yemen, donde  crece en las rocas de piedra caliza y laderas pedregosas por debajo de 400 metros a lo largo de las barrancas y arroyos.

## Distribución
La taxonómica reciente ha combinado esta especie con Ficus vasta, que va desde el sur de la Península arábiga al sur de Etiopía.

## Taxonomía
Ficus vasta fue descrita por   Peter Forsskål  y publicado en Flora Aegyptiaco-Arabica cxxiv, 179. 1775.
Etimología
Ficus: nombre genérico que se deriva del nombre dado en latín al higo.
vasta: epíteto
Sinonimia
- Ficus callabatensis Warb.
- Ficus dahro Delile
- Ficus hararensis Warb.
- Ficus rivae Warb.
- Ficus socotrana Balf.f.
- Ficus vasta var. glabrescens Hutch.
- Sycomorus dahro Walp.[3]